# Epoligosita vera
Epoligosita vera är en stekelart som beskrevs av Gennaro Viggiani 1969. Epoligosita vera ingår i släktet Epoligosita och familjen hårstrimsteklar.
Artens utbredningsområde är Italien. Inga underarter finns listade i Catalogue of Life.